# NGC 6574
NGC 6574 este o galaxie situată în constelația Hercule. A fost descoperită în 9 iulie 1863 de către Albert Marth. Se află la o distanță de 41,88 de megaparseci de Pământ.